# Kartagena

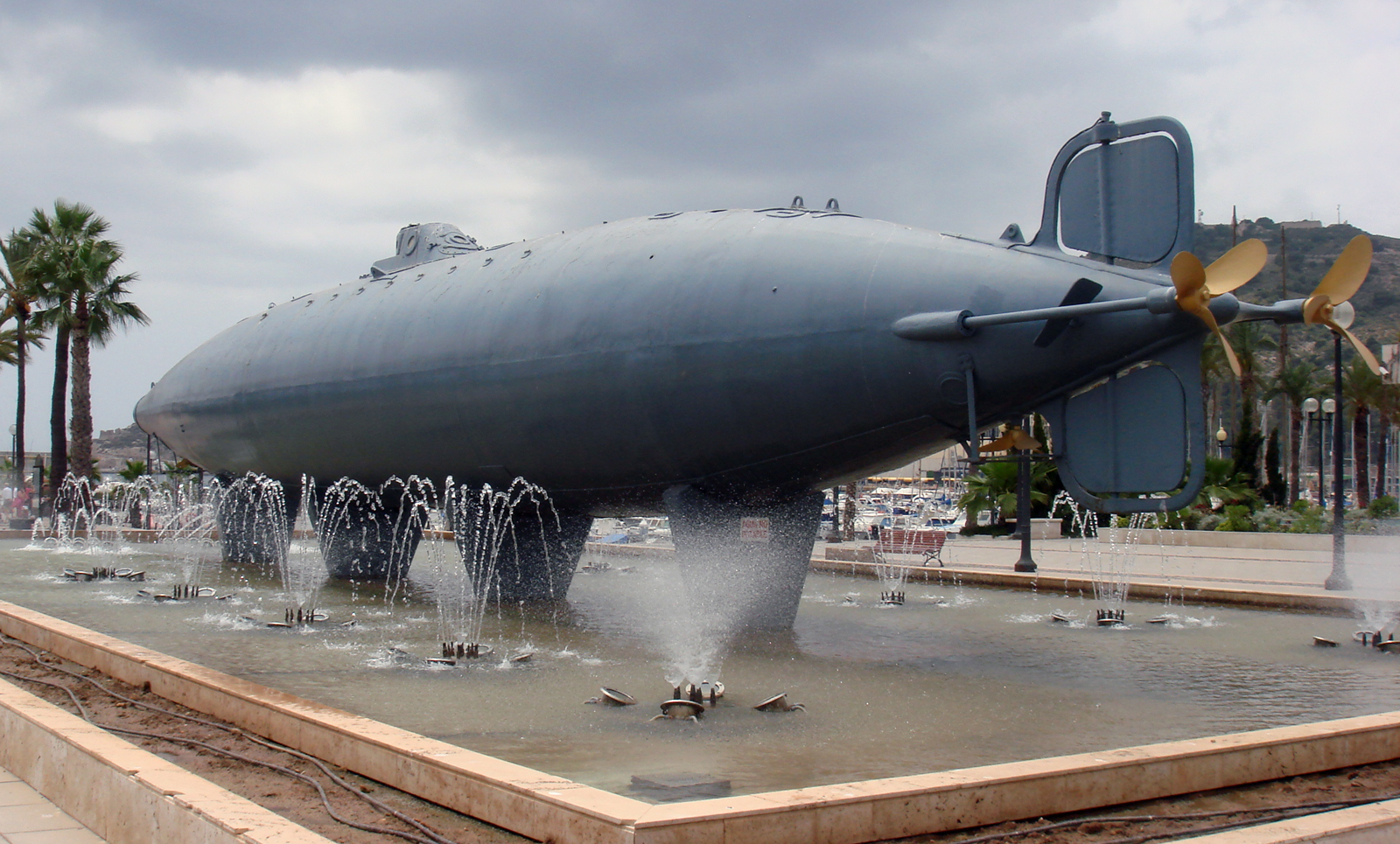
Okręt podwodny "Peral" z 1888 roku projektu Isaaca Perala w porcie w Cartagenie

Kartagena (hiszp. Cartagena) – miasto w południowo-wschodniej Hiszpanii (region Murcja), nad Morzem Śródziemnym, ok. 205 tys. mieszkańców (2005).
Port wojenny i handlowy. Kąpielisko morskie. Przemysł hutniczy, rafineryjny, stoczniowy oraz chemiczny.

## Historia
- Miasto zostało pierwotnie nazwane Mastia. Ponieważ miało jeden z najlepszych portów w zachodniej części Morza Śródziemnego, w 228 p.n.e. zostało założone ponownie przez kartagińskiego wodza Hazdrubala Starszego jako Qart Hadasht (Nowe Miasto – fenicka nazwa samej Kartaginy), mając być bazą do podboju Półwyspu Iberyjskiego.
- W 209 p.n.e. w walce z Hazdrubalem Barkasem w czasie drugiej wojny punickiej zostało opanowane przez wodza rzymskiego Scypiona Afrykańskiego Starszego, który przemianował je, dla odróżnienia od miasta-matki, na Carthago Nova
- od 293 n.e. cesarz Dioklecjan podzielił prowincję rzymską Hispania Tarraconensis i ustanowił miasto stolicą prowincji Hispania Carthaginensis
- W 425 zostało zniszczone przez Wandalów,
- Od 544 r. n.e. pod panowaniem Bizancjum.
- W 572 r. zdobyta przez Wizygotów.
- W 711 r. podbita przez Arabów.
- W 1238 r. włączona do Aragonii przez Jakuba I Zdobywcę i przemianowana na Cartagena.
- Po 1570 – główna baza hiszpańskiej floty wojennej.

## Zabytki
- Pozostałości rzymskiego teatru (Augusteum) i bizantyjskich murów (Muralla Bizantina)
- Gotycka katedra z XIII w.
- Kościół S. Maria de Gracia z XVII – XVIII w.
- Muzeum archeologiczne.

## Miasta partnerskie
- Cartagena de Indias,

- Terni[2],
- Cartago
- El Burgo de Osma[3], Los Alcázares, Berzocana
- Bir N´zarán[4].